# Rishi Sunak
Rishi Sunak (engelskt uttal: [ˈrɪʃi ˈsuːnæk]
 ( lyssna)), född 12 maj 1980 i Southampton, England, är en brittisk politiker och finansman som mellan oktober 2022 och juli 2024 var Storbritanniens premiärminister och partiledare för Konservativa partiet. Han har tidigare varit Storbritanniens finansminister under premiärminister Boris Johnson. Sunak sitter i det brittiska parlamentet för valkretsen Richmond sedan 2015.

## Utbildning och finanskarriär
Sunak studerade vid Winchester College och därefter filosofi, ekonomi och politik (PPE) vid Lincoln College i Oxford där han examinerades 2001. Mellan 2001 och 2004 arbetade han som analytiker för investmentbanken Goldman Sachs, och tog 2006 en MBA vid Stanford University där han var Fulbright-stipendiat. I september 2006 blev Sunak partner i hedgefonden The Children’s Investment Fund Management, som grundats av finansmannen Chris Hohn. Han lämnade firman i november 2009 för att tillsammans med tidigare kollegor grunda hedgefonden Theleme Partners som startade i oktober 2010 med 700 miljoner dollar i totala förvaltade tillgångar. Sunak har även arbetat för investeringsbolaget Catamaran Ventures som ägs av hans svärfar, den indiske miljardären N. R. Narayana Murthy(en).

## Politisk karriär

### Ledamot i parlamentet
Sunak tillhör det konservativa partiet och valdes in som ledamot i det brittiska parlamentet för Richmond i North Yorkshire vid parlamentsvalet 2015, med 27 744 röster (51,4 procent). Han efterträdde den konservative tidigare partiledaren och utrikesministern William Hague, som inte ställde upp för omval. Mellan 2015 och 2017 satt Sunak i utskottet för miljö-, livsmedels- och landsbygdsfrågor.
Inför folkomröstningen om Storbritanniens medlemskap i EU 2016 förespråkade Sunak ett utträde ur EU ("Brexit"). Samma år skrev han en rapport som rekommenderade grundandet av frihamnar efter Brexit, för den thatcheristiska tankesmedjan Centre for Policy Studies. Sunak blev omvald i parlamentsvalet 2017 med 36 458 röster (63,9 procent).
Mellan januari 2018 och juli 2019 innehade Sunak en juniorministerpost för kommunerna. Han röstade då för Theresa Mays avtal om utträde ur EU och mot en ny folkomröstning om utträde ur EU. Under valet av ny partiledare för det konservativa partiet 2019 stödde han Boris Johnson. Sunak blev omvald under parlamentsvalet 2019 med 36 693 röster (63,6 procent). Efter valet tillträdde han som vice finansminister i Boris Johnsons regering den 25 juli 2019 och blev dagen efter medlem i kronrådet.

### Finansminister
Sunak utnämndes till Storbritanniens finansminister 13 februari 2020 efter en regeringsombildning då den tidigare finansministern Sajid Javid avgått. Hans första budgetproposition presenterades den 11 mars 2020 och innehöll ett stimulanspaket på 12 miljarder pund för att stävja de ekonomiska följderna av coronaviruspandemin. Kort därefter meddelade Sunak ett ytterligare stimulanspaket på 330 miljarder pund i lån till privata företag.
Den 5 juli 2022 avgick Sunak från finansministerposten efter att i sitt avgångsbrev ha förklarat att han saknade förtroende för Boris Johnson och att de inte hade samma syn på hur regeringens finanspolitik skulle se ut. När Johnson kort därefter avgick, var Sunak kanidat till att efterträda honom, men besegrades av Liz Truss.

### Storbritanniens premiärminister
Sunak efterträdde Liz Truss på posten som premiärminister. Liz Truss avgick efter 45 dagar på posten; ingen premiärminister i Storbritanniens historia har suttit kortare.
Sunak valdes till ledare för Torypartiet den 24 oktober 2022, och utnämndes därför till Storbritanniens premiärminister av kung Charles III dagen därpå, vilket gör honom till den första brittiska premiärministern med asiatiskt ursprung, såväl som den första premiärministern som har en annan tro än kristendomen. Han är, som 42 år gammal vid sitt tillträde, den yngsta premiärministern sedan lord Liverpool (1812-1827). 

## Familj
Rishi Sunak föddes i Southampton i en indisk-punjabisk familj. Han är äldst av tre barn. Fadern är allmänläkaren Yashvir Sunak och modern apotekaren Usha Sunak. Sedan augusti 2009 är han gift med Akshata Murthy, vars far N.R. Narayana Murthy är miljardär och grundare av Infosys. De träffades som studenter vid Stanford University och har två döttrar tillsammans. Tidningen The Sunday Times utnämnde år 2022 Sunak och Murthy till de 222:a rikaste personerna i Storbritannien, med en uppskattad sammanlagd förmögenhet om 730 miljoner pund.
Rishi Sunak och familjen äger två fastigheter i Kensington respektive Chelsea, en lantlig herrgårdsfastighet i Yorkshire, och ett penthouse i Santa Monica.
Sunak är hindu och svors in på Bhagavadgita i det brittiska underhuset.